# Dioscorea variifolia
Dioscorea variifolia là một loài thực vật có hoa trong họ Dioscoreaceae. Loài này được Bertero mô tả khoa học đầu tiên năm 1829.